# Eissporthalle Essen-West
Die Eissporthalle Essen-West (auch: Eissporthalle am Westbahnhof) ist eine Eissporthalle im Stadtteil Frohnhausen der Stadt Essen.

## Die Halle
Die Eisfläche der 1972 erbauten Halle ist 60 mal 30 Meter groß, eine weitere Trainingsfläche hat eine Größe von 48 mal 10 Meter. Die Eissporthalle hatte bis 2010 eine Kapazität von rund 5500 Zuschauerplätzen und wurde dann auf 3850 reduziert. Betreiber der Halle, die sich im Besitz der Stadt Essen befindet, ist die Essener Sport-Betriebsgesellschaft mbH.
In ihrer ursprünglichen Fassung war die Eissporthalle Essen-West baugleich mit der Eissporthalle in Duisburg, der Hannibal Arena Herne und der Eissporthalle Iserlohn. Jede Halle wurde inzwischen aber individuell ausgebaut.

### Sanierung 2010
Im Jahr 2010 wurde eine Hallensanierung durchgeführt. Dabei wurden unter anderem die  Eisaufbereitungsanlage, der Brandschutz und die Bande nach neuem Standard erneuert und die Tribünen auf eine Zuschauerzahl von 3850 Personen zurückgebaut. Das war notwendig, um die geltenden Brandschutzvorschriften zu erfüllen. Die Sanierungskosten von knapp vier Millionen Euro wurden durch das Konjunkturpaket II getragen.

## Vereine und Veranstaltungen
Die Eissporthalle ist Heimspielort des Eishockeyvereins Moskitos Essen aus der Oberliga Nord.
Neben weiteren Eishockey- und Eiskunstlaufmannschaften, wie beispielsweise dem Essener Jugend-Eiskunstlauf Verein e. V. (EJE) wird die Halle außerdem für den Schulsport genutzt. Zudem trägt hier der Eisstocksportverein ES Essen seine Heimspiele aus. Des Weiteren werden öffentliche Laufzeiten angeboten, zu deren erweitertem Programm unter anderem auch Disco-Abende und ähnliche Veranstaltungen gehören.
Vom 11. bis 13. Dezember 2015 war die Halle Austragungsort der Deutsche Meisterschaften im Eiskunstlaufen 2016.
Zudem wurde die Eishalle lange Jahre als Verkaufshalle von Feuerwerk zu Silvester genutzt.